# ماتس بولسون
ماتس بولسون (بالسويدية: Mats Paulson)‏ هو رسام ومغني وملحن سويدي، ولد في 28 يناير 1938 في لينشوبينغ في السويد.

## وصلات خارجية
- الموقع الرسمي
- ماتس بولسون على موقع IMDb (الإنجليزية)
- ماتس بولسون على موقع ميوزك برينز (الإنجليزية)
- ماتس بولسون على موقع ديسكوغز (الإنجليزية)